# Karl Fiódorovich Kessler
Karl Fiódorovich Kessler (translitera del ruso: Карл Фёдорович Кесслер) (Damrau, 19 de noviembre de 1815-San Petersburgo, 3 de mayo de 1881) fue un zoólogo ruso, y rector de la Universidad de San Petersburgo.
En 1879 leyó un documento titulado Sobre la ley de la ayuda mutua ante los miembros de la Sociedad de Naturalistas de San Petersburgo, donde presentaba un esbozo de su teoría de la cooperación, complementando la aún novedosa teoría darwinista de la evolución. Según Kessler, la lucha por la existencia según la formuló Darwin, pone demasiado énfasis en la competencia e ignora completamente la cooperación, la cual en realidad daría la clave para entender las dinámicas del mundo viviente. La lucha por la existencia opera en un nivel interespecífico, mientras que la cooperación opera más bien en el nivel intraespecífico. Kessler sostenía que la evolución orgánica era impulsada tanto por la lucha por la existencia interespecífica como por la ayuda mutua [vzaimnopomosh, en ruso] intraespecífica.
Todos los organismos, según su punto de vista, debían satisfacer dos necesidades básicas: alimentación (lleva a la competición entre grupos por el acceso a recursos limitados) y procreación (lleva a la cooperación intraespecífica y la ayuda mutua). La evolución orgánica dependería más de la unión entre los individuos de una misma especie que en la lucha entre sus miembros.
Kessler murió poco tiempo después de presentar sus teorías, que tuvieron un importante impacto en la comunidad científica. Fueron las que inspiraron la obra de Piotr Kropotkin y su teoría de la evolución social, desarrolladas en su obra clásica, El apoyo mutuo: Un factor de evolución (Mutual Aid). También inspiraron el estudio de A. F. Brandt sobre Simbiosis y Ayuda Mutua (1896).